# 砷酸二氢钠
砷酸二氢钠是一种无机化合物，化学式为NaH2AsO4，它是砷酸的钠盐之一，可用于制备砷酸。

## 制备
砷酸二氢钠可由65wt%砷酸溶液和氢氧化钠稀溶液反应得到。
H3AsO4 + NaOH → NaH2AsO4 + H2O

## 反应
砷酸二氢钠的硝酸溶液和四氯化锡的乙酸溶液以2.4:1在室温反应，可以得到Sn(HAsO4)2·2.7H2O。它和五氧化二砷加热反应，可以得到无色晶体Na7As11O31。
它和邻菲啰啉在含少量盐酸的水溶液中结晶，可以得到无色晶体NaH2AsO4·C12H8N2·1.5H2O。